# A2DP
A2DP (англ. Advanced Audio Distribution Profile) — розширений профіль поширення аудіо. Відповідає за передачу стереозвуку радіоканалом Bluetooth на будь-який приймаючий пристрій.
Розрізняють два типи пристроїв:

- Передавач (A2DP-SRC: Advanced Audio Distribution Source)
- Приймач (A2DP-SNK: Advanced Audio Distribution Sink)

Передавачем може бути, наприклад, мобільний телефон або PDA, з якого стереозвук передаєтся на Bluetooth-стереонавушники. За приклад застосування цієї технології можне бути бездротова передача MP3-файлів з мобільного телефона на музичний центр або автомагнітолу. Дуже часто профіль A2DP іде з підтримкою AVRCP для дистанційного керування передавачем.
Пропускної можливості канала Bluetooth недостатньо для передачі двухканального аудіосигналу припустимої якості без стискання. В A2DP профілі для зменшення цифрового потоку до розмірів Bluetooth канала застосовуються різні кодеки. Стандартом визначений принаймні один кодек SBC, додаткові (MP3, AAC і т. ін.) — опціонально. Варто відзначити, що якість SBC кодека нижча за MP3 та більшість інших. При створені з'єднання передавач і приймач обирають для використання кодек, а також параметри (бітрейт, частоту дискретизації, і т. ін.), кодувания.